# Lime Kiln Valley AVA
Lime Kiln Valley AVA (anerkannt seit dem 4. Juni 1982) ist ein Weinbaugebiet im US-Bundesstaat Kalifornien. Das Gebiet liegt im westlichen Teil des Verwaltungsgebiet San Benito County und ist Teil der übergeordneten Central Coast AVA und San Benito AVA. Unmittelbar südlich davon schließt sich die Cienega Valley AVA an.
Der sandige Lehmboden ist von Kieselsteinen durchsetzt und ruht auf einem Sockel von Kalkstein und Dolomit. Die sommerlichen Tagestemperaturen liegen bei 29–35 °C, so dass hier spätreifende Rebsorten eingesetzt werden. Das Weinbaugebiet ist insbesondere für seine alten Mourvèdre-Weinstöcke bekannt.